# Rosa Nocturna
Rosa Nocturna is een Tsjechische symfonischemetalband met folkinvloeden. De band is in 2007 opgericht en zingt vooral over de perceptie van goed en kwaad, onder meer aan de hand van mythologische personages en wezens.

## Biografie
Sindsdien de oprichting in 2007 heeft de band vier albums uitgebracht en was ze onderdeel van de internationale compilatie-cd Spectrum, samengesteld door gitarist en leraar Tom Hess.
De band heeft zeven leden, waarvan vier vaste: gitarist en componist Tondy Bucek, gitarist Petr Vosynek, bassist David Koudely en drummer Dan Havranek. Daarnaast zijn er drie leden die regelmatig te horen zijn: zangeres Viktorie Surmová, twee andere zangers en een zangeres. Rosa Nocturna geeft echter ook ruimte aan andere, niet-leden op hun albums.
In 2016 werd de eerste Engelstalige single uitgebracht: Fennel bride. In 2017 bracht de band het album Zapomenuté příběhy uit, dat positief werd ontvangen. Daarna werd een videoclip uitgebracht bij het nummer O lásce, o válce a o krvi van het album Za hradbami času. In de videoclip wordt een van de hoofdrollen vertolkt door zanger en gitarist Heri Joensen van de band Týr. De clip werd onder andere gefilmd in het kasteel van Veveří.
Op 11 november 2020 bracht Rosa Nocturna haar vierde album genaamd Andělé a bestie uit. De band kondigde aan van plan te zijn het album ook in het Engels uit te brengen. Van het album werden twee singles uitgebracht: Lycanthropy, gelijktijdig met de Engelstalige versie Skinchangers, en Whitelighter.

## Discografie

### Albums
| Jaar | Titel              | Opmerkingen                             |
| ---- | ------------------ | --------------------------------------- |
| 2010 | V tmách            |                                         |
| 2016 | Zapomenuté příběhy |                                         |
| 2017 | Za hradbami času   |                                         |
| 2020 | Andělé a bestie    |                                         |
| 2022 | Angels and beasts  | Engelstalige versie van Anděle a bestie |

### Singles
| Jaar | Titel                     | Opmerkingen |
| ---- | ------------------------- | ----------- |
| 2010 | V tmách                   |             |
| 2015 | Andělé (Live)             |             |
| 2018 | Alegorie smrti            |             |
| 2018 | Krkavci                   |             |
| 2019 | O lásce, o válce a o krvi |             |
| 2020 | Světlonoš                 |             |